# Moc pojazdu szynowego
Moc pojazdu szynowego jest sumą mocy silników trakcyjnych pojazdu. W kolejnictwie pojazdy z własnym napędem charakteryzuje się zwykle za pomocą trzech typów mocy:
- moc chwilowa lub moc maksymalna - moc wszystkich silników pojazdów, z jaką mogą one pracować przez krótką chwilę, rzędu kilku - kilkunastu sekund, bez ryzyka uszkodzenia.
- moc godzinna - moc wszystkich silników pojazdu, którą mogą one rozwinąć przez czas nie dłuższy niż 60 minut, bez ryzyka uszkodzenia.
- moc ciągła - moc wszystkich silników pojazdu, z którą mogą one nieprzerwanie pracować, bez ryzyka uszkodzenia.